# Долбешки
Долбешки (рос. Долбешки) — присілок Велізького району Смоленської області Росії. Входить до складу Погорєльського сільського поселення. Населення — 15 осіб (2007 рік).